# Britse Eilanden

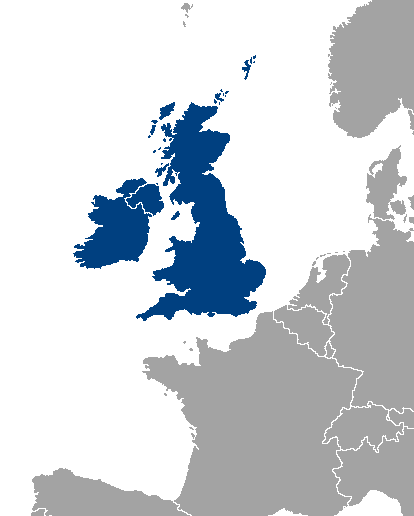
locatie van de Britse Eilanden in Europa

De Britse Eilanden

De Britse Eilanden, een enkele keer ook wel Brits-Ierse Eilanden genoemd, zijn een omvangrijke eilandengroep in het noordwesten van Europa, met Groot-Brittannië en Ierland als grootste eilanden. De groep wordt omsloten door de Noordzee in het oosten, de Atlantische Oceaan in het noorden en westen en de Keltische Zee en Het Kanaal in het zuiden.

## Eilanden
Verreweg de twee grootste eilanden zijn:
- Groot-Brittannië (en: Great Britain, cy: Prydain Fawr, gd: Breatainn Mhòr, Scots: Graet Breetain, ga: An Bhreatain Mhór)
- Ierland (en: Ireland, ga: Éire)

Deze twee eilanden worden van elkaar gescheiden door het Noorderkanaal, de Ierse Zee en het Sint-Georgekanaal.
Verder bestaan er veel middelgrote tot kleine eilanden die tot de Britse eilanden worden gerekend. De grootste zijn:
- Lewis (en Harris)
- Man (en: Isle of Man, gv: Ellan Vannin)
- Wight (en: Isle of Wight)
- Arran (en: Isle of Arran, gd: Eilean Arainn)
- Jura (gd: Diurach)
- Islay (gd: Ìle)
- Mull (gd: Muile)
- Skye (en: Isle of Skye: gd: An t-Eilean Sgitheanach)
- Anglesey (cy: Ynys Môn)

Tot slot worden de volgende eilandgroepen tot de Britse eilanden gerekend:
- Binnen-Hebriden (en: Inner Hebrides, gd: Eileanan a-staigh)
- Buiten-Hebriden (en: Outer Hebrides, gd: Eileanan Siar)
- Orkneyeilanden (en: Orkney Islands, gd: Àrcaibh)
- Shetlandeilanden (en: Shetland Islands, gd: Sealtainn)
- Scilly-eilanden (en: Isles of Scilly)
- Araneilanden (en: Aran Islands, ga: Oileáin Árann)

Hoewel de Kanaaleilanden (en: Channel Islands, fr: Îles d'la Manche) voor de kust van Frankrijk liggen, vlak bij het vasteland van Europa, worden ze om politieke en culturele redenen soms wel tot de Britse eilanden gerekend.

## British Islands,British Isles

Euler-diagram met de terminologie rond de Britse Eilanden.

In de Engelse taal bestaat een wettelijk verschil tussen de British Islands en de British Isles: volgens de Interpretation Act 1978 betekent British Islands het Verenigd Koninkrijk, de Kanaaleilanden en Man; het begrip British Isles is ruimer en omvat ook alle andere eilanden in bovenstaand overzicht. In het Nederlands worden echter zowel Islands als Isles met 'Eilanden' vertaald.
Omdat in het begrip British Islands Noord-Ierland en in het begrip British Isles heel het eiland Ierland (dat grotendeels uit de republiek Ierland bestaat) 'Brits' genoemd wordt, is onder Ieren weerzin tegen beide begrippen. Ze zouden impliceren dat heel Ierland bij Groot-Brittannië zou horen, of in ieder geval een Britse identiteit zou hebben, terwijl de meeste Ieren zich zowel politiek als cultureel verre van Brits beschouwen. Er zijn verschillende alternatieven voorgesteld, zoals British-Irish Isles (Brits-Ierse eilanden), Anglo-Celtic Isles (Anglo-Keltische eilanden, naar volken die hun stempel drukten op de cultuur op de eilanden) of Westelijke eilanden, terwijl in overeenkomsten tussen de Britse en Ierse regering simpelweg these islands ('deze eilanden') staat.

## Gebieden op de Britse Eilanden
| Vlag | Wapen | Gebied        | Hoofdstad        | Locatie          | Taal                      | Status                  | Munteenheid      |
| ---- | ----- | ------------- | ---------------- | ---------------- | ------------------------- | ----------------------- | ---------------- |
|      |       | Engeland      | Londen           | Groot-Brittannië | Engels                    | Verenigd Koninkrijk     | Britse pond      |
|      |       | Guernsey      | Saint Peter Port | Kanaaleilanden   | Engels en Frans           | Brits Kroonbezit        | Guernsey pond    |
|      |       | Ierland       | Dublin           | Ierland          | Engels en Iers            | Onafhankelijk republiek | Euro             |
|      |       | Jersey        | Saint Helier     | Kanaaleilanden   | Engels en Frans           | Brits Kroonbezit        | Jersey pond      |
|      |       | Man           | Douglas          | Ierse Zee        | Engels en Manx-Gaelisch   | Brits Kroonbezit        | Isle of Man pond |
|      |       | Noord-Ierland | Belfast          | Ierland          | Engels en Iers            | Verenigd Koninkrijk     | Britse pond      |
|      |       | Schotland     | Edinburgh        | Groot-Brittannië | Engels en Schots-Gaelisch | Verenigd Koninkrijk     | Britse pond      |
|      |       | Wales         | Cardiff          | Groot-Brittannië | Engels en Welsh           | Verenigd Koninkrijk     | Britse pond      |